# Savages Football Club
Il Savages Football Club è una società calcistica sudafricana, con sede a Pietermaritzburg (provincia di KwaZulu-Natal). La società nel 2017 è stata ammessa al Club of Pioneers, associazione che raccoglie i sodalizi calcistici più antichi di ogni nazione.

## Storia
La società venne fondata il 26 agosto 1882 e risulta il sodalizio calcistico più antico del Sudafrica. Nello stesso mese giocò il suo primo incontro contro una selezione dei bibliotecari dell'Hilton College, vinto per 3-1. 
Nel 1892 vince la Challenge Cup della colonia del Natal.
Nel 1993 vince la Natal Premier League; nella stessa stagione la seconda squadra dei Savages vince il campionato riserve. L'anno seguente vince la sua seconda Challenge Cup.